# Волгоградский государственный технический университет
Волгоградский государственный технический университет (ранее — Сталинградский тракторный институт) — высшее учебное заведение в Волгограде. Один из региональных опорных университетов. Основан в 1930 году.

## История
Университет основан в 1930 году в соответствии с постановлением Совнаркома СССР от 11 декабря 1929 года «в связи со строительством Сталинградского тракторного завода». В структуре вуза были созданы два факультета: тракторный и строительный.
23 июля 1930 года — постановление Центрального Исполнительного Комитета и Совнаркома СССР о переименовании вуза в Сталинградский тракторный институт.
В 1931 году — создано вечернее отделение для подготовки специалистов с высшим образованием.

2 апреля 1933 года — приказ по Народному комиссариату тяжелой промышленности о переименовании вуза в Сталинградский механический институт. В результате реорганизаций были созданы автотракторный и механико-технологический факультеты.
В 1935 году открыта аспирантура.

Главный корпус (анимация день-ночь)

В 1942 году — эвакуация вуза в Челябинск. Образование Челябинского механико-машиностроительного института.
В 1944 году — возвращение и возобновление учебных занятий в Сталинградском механическом институте. В 1945 году институт переехал в восстановленное здание на Верхнем поселке Тракторного района.
В 1947 году — открытие литейного факультета.
17 августа 1947 года — постановление Совета Министров СССР о переименовании (реорганизации) вуза в Сталинградский институт сельскохозяйственного машиностроения.
20 января 1949 года — распоряжение Совета Министров СССР о переименовании вуза в Сталинградский механический институт.
В 1961 году институт переименован из Сталинградского механического института в Волгоградский механический институт.
В 1962 году — преобразование литейного факультета в факультет горячей обработки металлов (ГОМ). Создание химико-технологического факультета (ХТФ).
В 1963 году институт стал Волгоградским политехническим институтом (ВПИ).
В 1968 году — создан вычислительный центр ВПИ.
В 1973 году организуется подготовительный факультет для иностранных граждан.
В 1976 году — создан факультет автомобильного транспорта (ФАТ).
В 1980 году — переименован в Волгоградский ордена Трудового Красного Знамени политехнический институт.
В 1987 году — переименование факультета горячей обработки металлов в факультет технологии конструкционных материалов (ФТКМ).
В 1993 году — переименован в Волгоградский государственный технический университет (ВолгГТУ). Университет перешёл на реализацию многоуровневой структуры образования.
В 1994 году — созданы факультет электроники и вычислительной техники (ФЭВТ) и факультет экономики и управления (ФЭУ). организованы филиалы университета: Волжский политехнический институт и Камышинский технологический институт.
В 2008 году — создан факультет технологии пищевых производств (ФТПП).
В 2012—2014 годах — ВолгГТУ — победитель конкурса программ стратегического развития вузов и конкурса программ развития деятельности студенческих объединений вузов, организованных Министерством образования и науки Российской Федерации.
В 2013 году — переименование машиностроительного факультета в факультет автоматизированных систем и технологической информатики (ФАСТИ), автотракторного факультета в факультет транспортных комплексов и систем вооружения (ФТИВ).
В 2015 году — создание факультета автоматизированных систем, транспорта и вооружений (ФАСТиВ) путём объединения ФАСТИ и ФТИВ.
30 декабря 2015 года в соответствии с приказом Минобрнауки России к Волгоградскому государственному техническому университету (ВолгГТУ) присоединён Волгоградский государственный архитектурно-строительный университет (ВолгГАСУ), в качестве структурного подразделения (Институт архитектуры и строительства Волгоградского государственного технического университета).
22 января 2016 года, после слияния с ВолгГАСУ, ВолгГТУ стал первым региональным техническим опорным университетом.
Волгоградский государственный технический университет (ВолгГТУ) — ведущий вуз Поволжья, крупный научный центр Юга России, входящий в число лидеров технических вузов страны.

### Ректоры
- 1930—1932 — Ильинский, Виктор Геннадьевич
- 1932—1934 — Сергеев, Василий Антонович
- 1934—1935 — Косов, Михаил Александрович
- 1935—1937 — Яковлев, Федор Алексеевич
- 1937—1939 — Чугункин, Василий Николаевич
- 1939—1945 — Ловягин, Арсений Васильевич
- 1945—1962 — Шашин, Андрей Васильевич
- 1962—1967 — Тябин, Николай Васильевич
- 1967—1983 — Хардин, Александр Павлович
- 1983—1989 — Половинкин, Александр Иванович
- 1989—2014 — Новаков, Иван Александрович[13]
- 2014—2019 — Лысак, Владимир Ильич
- с 2019 — Навроцкий, Александр Валентинович

### Президенты
- с 2014—2024 — Новаков, Иван Александрович[13][14]

## Структура
Университет — единый учебно-научно-производственный комплекс, включает 14 факультетов, имеет 7 общежитий и научную библиотеку. В составе университета Институт архитектуры и строительства (ИАиС), а также 4 филиала: Волжский политехнический институт (ВПИ), Камышинский технологический институт (КТИ), Волжский научно-технический комплекс (ВНТК) и Себряковский филиал.
Факультет автоматизированных систем, транспорта и вооружений (ФАСТиВ)
В состав факультета входят следующие кафедры:
- Автоматизации производственных процессов
- Автоматические установки
- Детали машин и подъёмно-транспортные устройства
- Теоретическая механика
- Технология машиностроения
- Транспортные машины и двигатели

Факультет автомобильного транспорта (ФАТ)
В состав факультета входят следующие кафедры:
- Автомобильные перевозки
- Автомобильный транспорт
- Начертательная геометрия и компьютерная графика
- Теплотехника и гидравлика
- Техническая эксплуатация и ремонт автомобилей

Факультет технологии конструкционных материалов (ФТКМ)
В состав факультета входят следующие кафедры:
- Машины и технология литейного производства
- Материаловедение и композиционные материалы
- Оборудование и технология сварочного производства
- Сопротивление материалов
- Технология материалов

Факультет технологии пищевых производств (ФТПП)
В состав факультета входят следующие кафедры:
- Прикладная математика
- Промышленная экология и безопасность жизнедеятельности
- Технология пищевых производств
- Физическое воспитание

Факультет электроники и вычислительной техники (ФЭВТ)
В состав факультета входят следующие кафедры:
- Высшая математика
- Вычислительная техника
- Программное обеспечение автоматизированных систем
- Системы автоматизированного проектирования и поискового конструирования
- Физика
- Электронно-вычислительные машины и системы
- Электротехника

Факультет экономики и управления (ФЭУ)
В состав факультета входят следующие кафедры:
- Иностранные языки
- Информационные системы в экономике
- История, культура и социология
- Менеджмент и финансы производственных систем и технологического предпринимательства
- Мировая экономика и экономическая теория
- Философия и право
- Экономика и управление

Химико-технологический факультет (ХТФ)
В состав факультета входят следующие кафедры:
- Аналитическая, физическая химия и физико-химия полимеров
- Общая и неорганическая химия
- Органическая химия
- Процессы и аппараты химических и пищевых производств
- Технология высокомолекулярных и волокнистых материалов
- Технология органического и нефтехимического синтеза
- Химия и технология переработки эластомеров

Институт архитектуры и строительства
В нынешнем составе ИАиС ВолГТУ 29 кафедр, 3 дневных факультета, 27 специализированных научно-производственных лабораторий и мастерских.
Факультет архитектуры и градостроительного развития
В состав факультета входят следующие кафедры:
- Кафедра «Архитектура зданий и сооружений»
- Кафедра «Дизайн и монументально-декоративное искусство»
- Кафедра «Физическое воспитание»
- Кафедра «Лингвистика и межкультурные коммуникации»
- Кафедра «Философия, социология и психология»
- Кафедра «Экономика и управление проектами в строительстве»
- Кафедра «Ландшафтная архитектура и профессиональные коммуникации»
- Кафедра «Экономическая теория, история и право»
- Кафедра «Управление и развитие городского хозяйства и строительства»
- Кафедра «Урбанистика и теория архитектуры».

Факультет строительства и жилищно-коммунального хозяйства
В состав факультета входят следующие кафедры:
- Кафедра «Гидротехнические и земляные сооружения»
- Кафедра «Нефтегазовые сооружения»
- Кафедра «Математика и информационные технологии»
- Кафедра «Строительные конструкции, основания и надежность сооружений»
- Кафедра «Строительные материалы и специальные технологии»
- Кафедра «Технологии строительного производства»
- Кафедра «Экологическое строительство и городское хозяйство»
- Кафедра «Строительная механика»
- Кафедра «Экспертиза и эксплуатация объектов недвижимости».

Факультет транспортных, инженерных систем и техносферной безопасности
В состав факультета входят следующие кафедры:
- Кафедра «Безопасность жизнедеятельности в строительстве и городском хозяйстве»
- Кафедра «Водоснабжение и водоотведение»
- Кафедра «Изыскания и проектирование транспортных сооружений»
- Кафедра «Инженерная графика, стандартизация и метрология»
- Кафедра «Общая и прикладная химия»
- Кафедра «Пожарная безопасность и защита в чрезвычайных ситуациях»
- Кафедра «Строительство и эксплуатация транспортных сооружений»
- Кафедра «Теплогазоснабжение и вентиляция»
- Кафедра «Физика»
- Кафедра «Энергоснабжение и теплотехника».

Вечерняя и заочная форма обучения
- Кировский вечерний факультет (ВКФ)
- Красноармейский механико-металлургический факультет (ММФ)
- Факультет подготовки и переподготовки инженерных кадров (ФПИК)
- Факультет дистанционного обучения (ФДО).

Дополнительные образовательные услуги
- Факультет довузовской подготовки (ФДП)
- Факультет подготовки иностранных специалистов (ФПИС)
- Факультет послевузовского образования (ФПО)
- Институт переподготовки и повышения квалификации (ИПиПК)

Организации на правах филиалов ВолгГТУ
- Камышинский технологический институт (КТИ)[15] (Камышин)
- Волжский политехнический институт (ВПИ)[16]
- Волжский научно-технический комплекс (ВНТК)[17]
- Себряковский филиал[18] (Михайловка) (образован в результате присоединения ВолгГАСУ)

## Награды
- Орден Трудового Красного Знамени (1980) — за заслуги в подготовке высококвалифицированных специалистов и развитии науки.
- Медаль «За заслуги перед Волгоградской областью» (2020)[19].